# 6039 Парменід
6039 Парменід (6039 Parmenides) — астероїд головного поясу, відкритий 3 вересня 1989 року.
Тіссеранів параметр щодо Юпітера — 3,100.
Названо на честь давньогрецького філософа Парменіда